# El patio (centro nocturno)
El Patio fue un cabaret y centro de espectáculos ubicado en la Ciudad de México. De 1938 a 1994 fue un lugar exclusivo en el cual realizaron presentaciones artistas y agrupaciones famosas de México y de otros países.

## Historia
El Patio fue inaugurado el 12 de octubre de 1938 en el número 9 de la calle Atenas de la Colonia Juárez de la Ciudad de México. Fue propiedad de los magnates Don Vicente Miranda y Doña Conchita Vélez, y Don Emilio Velez Ramírez,  quienes habrían comprado el local a Emilio Azcárraga Vidaurreta el cual unos meses antes lo había nombrado El Patio Andaluz. En 1969 Francisco Aguirre Jiménez fundador de Grupo Radio Centro se apodera de él.
El centro nocturno era de corte exclusivo, se tenía que acudir con etiqueta rigurosa durante la Época de Oro del cine mexicano y se ofrecía habitualmente una cena de concepto gastronómico internacional, con un show o una presentación musical. De entre ellos en sus últimas épocas destacó el cantante José José quien realizaba temporadas de presentaciones en ese sitio. Otros artistas mexicanos que se presentaron fueron Lucha Villa, Pedro Vargas, Thalía, Juan Gabriel, Emmanuel y otros debutantes como Los Panchos, Alberto Domínguez y Lucía Méndez, también actos humorísticos como los de Germán Valdés Tin Tan, Sergio Corona y Juan Verdaguer.  Por su escenario pasaron figuras como Raffaella Carrà, Ray Conniff, Marlene Dietrich, Édith Piaf, Judy Garland, Sammy Davis Jr., Charles Aznavour y The Platters. Entre los artistas que debutaron en México en este sitio se encuentran Raphael. El centro tuvo asistentes afamados como Walt Disney, María Félix, Diego Rivera, Frida Kahlo, Enrique Álvarez Félix, Orson Welles, Manolete, Cantinflas, Gary Cooper, Johnny Weismuller y Mauricio Garcés, entre otros.
El 15 de mayo de 1947 se realizó en este lugar la primera entrega de los Premios Ariel.
El sitio cerró sus puertas en 1994, siendo Lupita D'Alessio la última en presentarse en sus escenarios.
En 2017 fue recreado gracias a Enrique Vélez H., sobrino de los fundadores, como parte de las locaciones de la teleserie José José, el príncipe de la canción, producida por Telemundo y Netflix y en 2024 colaboró para la serie de Mentiras, la serie.
El 7 de septiembre de 2021, es publicado el libro: El Patio, Crónica de un Espectáculo, por la editorial EpicBook. Una crónica biografía, que tuvo una gran acogida por el público y la crítica.
El 24 de mayo de 2024, sufre un aparatoso incendio que lo destruye por completo, dejando solo en pie la fachada exterior.
El 3 de junio del 2024 cae la estructura dando así el fin de una era.